# Basilique Saint-Joseph de Bardstown
Cette ancienne cathédrale et basilique n’est pas la seule cathédrale Saint-Joseph ni la seule basilique Saint-Joseph.
La basilique Saint-Joseph (en anglais : Basilica of St. Joseph) est la proto-cathédrale de Bardstown dans le Kentucky (États-Unis). Cette église catholique est de style néoclassique à la grecque. C'est l'ancienne cathédrale du diocèse de Bardstown (en) dont le siège a été transféré à Louisville en 1841.

## Historique
La première pierre de l'église est bénite le 16 juillet 1816.

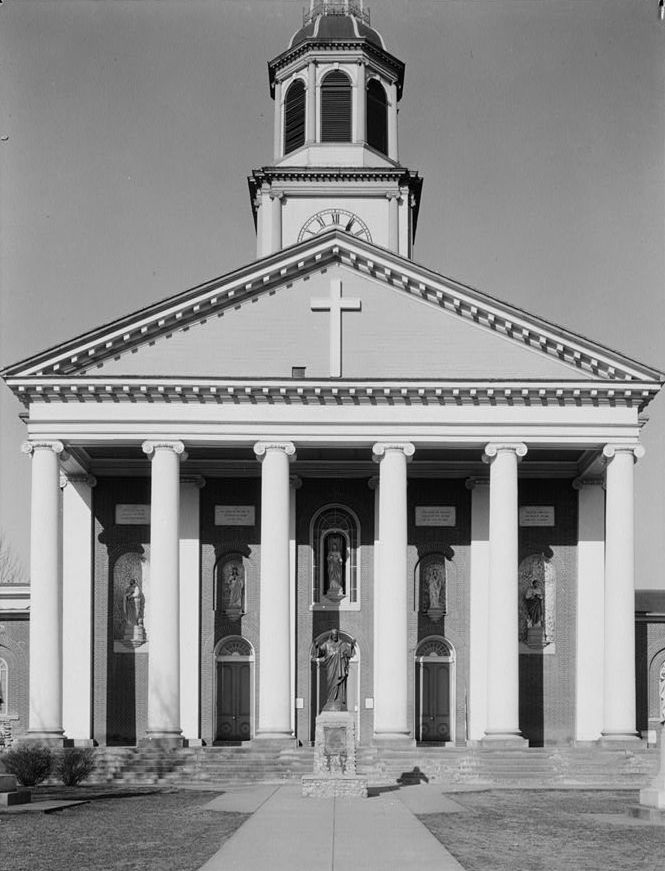
Façade de la proto-cathédrale en 1934.

L'architecte choisi pour les plans et les travaux est un architecte de Baltimore, John Rogers. Les premières messes y sont célébrées en 1819, mais les travaux continuent à l'intérieur, jusqu'en 1823. Un grand nombre de tableaux et d'ornements intérieurs sont offerts par le pape Léon XII lui-même, ainsi que par Louis-Philippe, roi des Français. C'est pour cela que l'on y admire des œuvres de qualité de Murillo, Rubens, Van Dyck, etc. Louis-Philippe donne également des vêtements liturgiques, dont certains sont brodés par la reine et son entourage, et des objets du culte.

### Tableaux donnés par Louis-Philippe
- La Crucifixion, de Philippe-Jacques van Bree
- L'Écorchement de saint Barthélémy, de Rubens
- La Descente du Saint-Esprit, de Van Eyck
- Portrait de saint Marc, de Van Dyck
- Saint Pierre enchaîné, de Van Dyck
- Saint Jean-Baptiste, de Van Dyck
- Le Couronnement au ciel de la Mère de Dieu, de Murillo
- L'Annonciation, de Van Eyck
- L'Enseignement des garçons, d'un artiste inconnu

Ces tableaux ont été volés le 12 novembre 1952 et retrouvés en avril-mai 1953.

### Signification historique

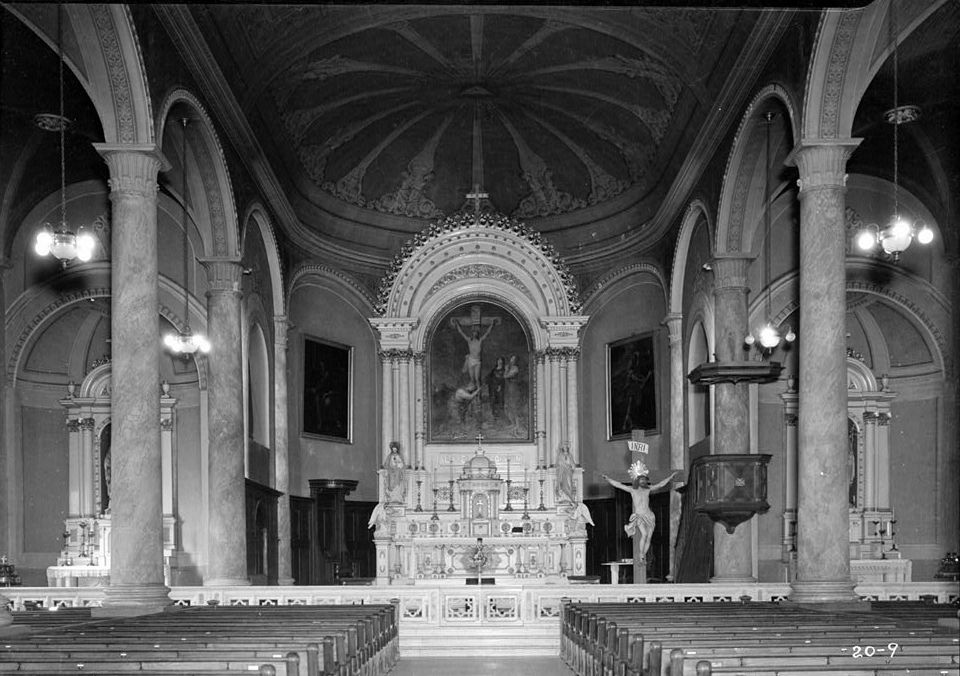
Vue du maître-autel en 19834, surmonté de La Crucifixion de Philippe van Bree.

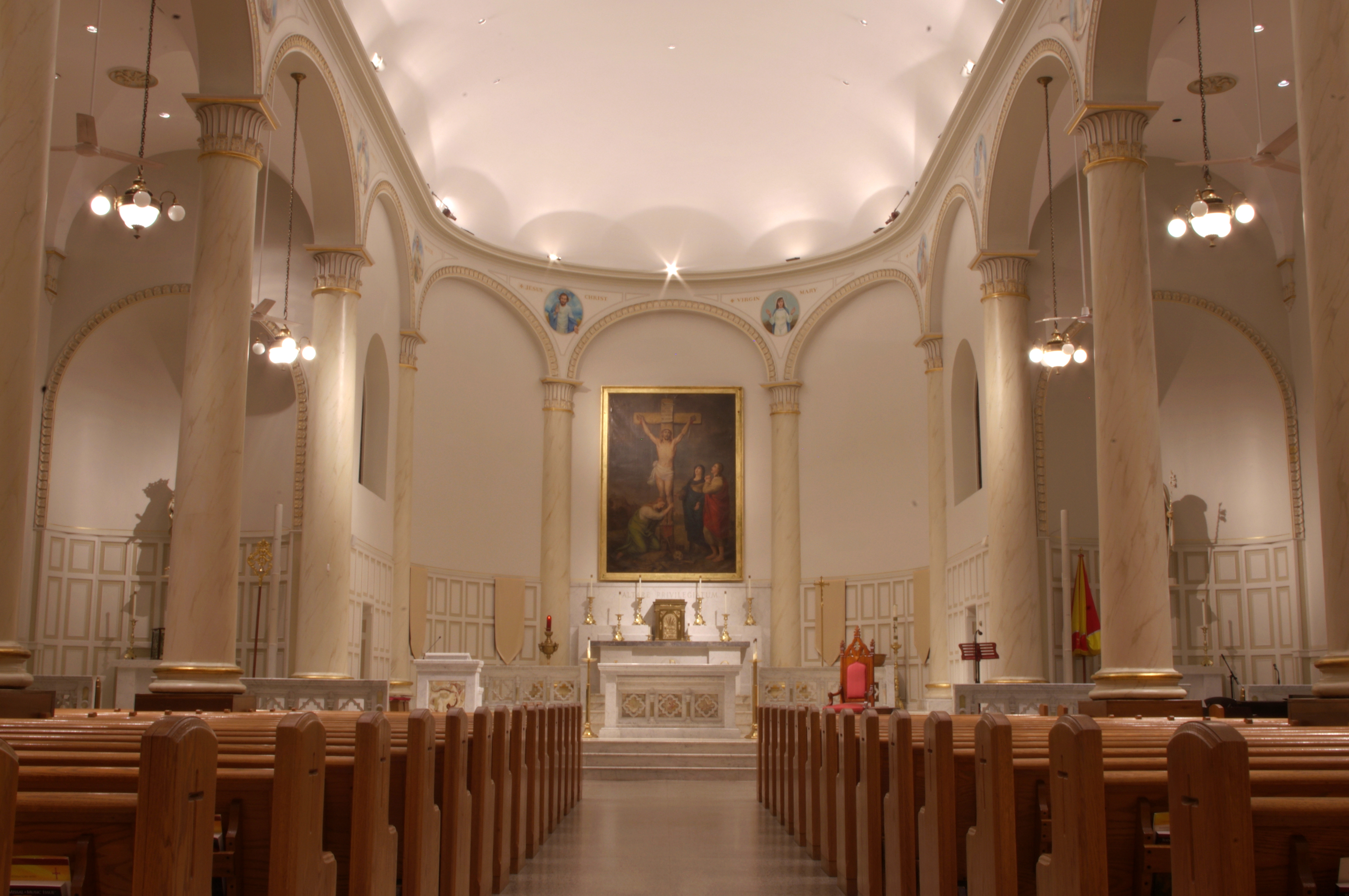
La nef et le maître-autel.

La proto-cathédrale est la première cathédrale située à l'ouest des monts Allegheny. Elle est inscrite en 1974 au Registre national des lieux historiques qui englobe également le Spalding Hall (en) (aujourd'hui musée), de style néoclassique, et le Flaget Hall, ancien collège universitaire Saint-Joseph (St. Joseph College). Son architecture est de pur style néoclassique avec son portique hexastyle ionique et son fronton à la grecque.
Jean-Paul II élève la proto-cathédrale au rang de basilique mineure, an août 2001 ; c'est pourquoi l'on remarque un umbraculum au maître-autel.

## Diocèse de Bardstown
Le diocèse de Bardstown a été érigé par le Saint-Siège en siège épiscopal, le 8 avril 1808, devenant ainsi le premier diocèse de l'intérieur du pays. Le siège primatial des États-Unis, le diocèse de Baltimore, est également subdivisé en différents diocèses, celui de Boston, de New York, de Philadelphie, et de Bardstown, tandis que Baltimore devient le siège de l'archidiocèse de Baltimore.
Le siège du diocèse de Bardstown est transféré en 1841 à Louisville et Saint-Joseph est remplacée en tant que cathédrale par l'église Saint-Louis de Louisville, devenue cathédrale de l'Assomption. Saint-Joseph devient alors proto-cathédrale, c'est-à-dire première cathédrale du diocèse. Celui-ci est érigé en archidiocèse de Louisville en 1939.

## Source
- (en) Cet article est partiellement ou en totalité issu de l’article de Wikipédia en anglais intitulé « Basilica of St. Joseph Proto-Cathedral » (voir la liste des auteurs).